# Triglochinura
Genre
Synonymes
- Piresa Roewer, 1927
- Itaoca Mello-Leitão, 1935
- Tayoca Mello-Leitão, 1937
- Barbiellinia Mello-Leitão, 1944 nec Bezzi, 1922

Triglochinura est un genre d'opilions laniatores de la famille des Gonyleptidae.

## Distribution
Les espèces de ce genre sont endémiques  du Brésil.

## Liste des espèces
Selon World Catalogue of Opiliones (15/09/2021) :
- Triglochinura ancilla (Mello-Leitão, 1937)
- Triglochinura apiaiensis (Soares & Bauab-Vianna, 1972)
- Triglochinura curvispina Mello-Leitão, 1924
- Triglochinura indicta (Soares & Soares, 1970)
- Triglochinura langei (Soares & Soares, 1949)
- Triglochinura timida (Mello-Leitão, 1940)
- Triglochinura villosa (Soares, 1966)

## Publication originale
- Mello-Leitão, 1924  : « Quelques arachnides nouveaux du Brésil. » Annales de la Société Entomologique de France, vol. 93, p. 179-187.